# Флаг Калькутты
Флаг Калькутты — флаг столицы индийского штата Западная Бенгалия, один из первых неофициальных флагов Индии.

## История
Флаг был разработан Сачиндра Прасад Босом и впервые развёрнут 7 августа 1906 года на площади Парси-Баган в Калькутте.
Флаг представляет собой прямоугольное полотнище из трёх горизонтальных полос равной ширины: оранжевая сверху, жёлтая посередине и зеленая снизу. На оранжевой полосе восемь полуоткрытых цветов лотоса (символизирующие восемь провинций Индии), символ солнца и полумесяц на зелёной полосе. На жёлтой полосе есть надпись на санскрите (वन्देमातरम्) (Ванде Матарам) — «Я отдаю дань уважения матери».